# Christian Arnold
Pour les articles homonymes, voir Arnold.
Christian Arnold, né le 28 février 1977, est une personnalité politique suisse membre de l'Union démocratique du centre.

## Biographie
Depuis le 8 mars 2020, il est conseiller d'État du canton d'Uri,.

## Lien et références externes
- (de) Site officiel de Christian Arnold
- Profil Smartvote 2020